# Physaraceae
Le Physaraceae (Chevallier (1826) ) sono una famiglia della classe Myxogastria.

## Nomenclatura
La famiglia appartiene all'ordine Physarales; il suo genere tipo è Physarum, 
La famiglia delle Fuliginaceae (Link (1826) ), con il genere Fuligo come genere tipo, è un sinonimo che fu utilizzato a lungo per designare la famiglia delle Physaraceae. Tale nome è stato oggi abbandonato, mentre è stato conservato quello di 'Physaraceae .

## Caratteristiche
I corpi fruttiferi delle Physaraceae sono caratterizzati dalla presenza del peridio (una parete che nei Mixograstria confina le endospore), in genere costituito da calcare e da aggregati di spore di colore scuro. Il loro capillitium (un reticolo di filamenti intrecciati con la massa sporale nella parte interna del corpo fruttifero) è di solito composto da noduli calcarei collegati da un fine reticolo traslucido (forma physaroide), o da tuboli calcarei e da noduli ispessiti (forma badhamioide). Physarum, di gran lunga il genere più ricco di specie dei Myxogastria, è caratterizzato da un ampio ventaglio di forme, e sono stati fatti numerosi tentativi per dividerlo in generi più piccoli, ma nessuna di queste proposte ha per il momento ottenuto il consenso della maggioranza degli studiosi. 
Una delle specie più note della famiglia  è Physarum polycephalum, popolarmente conosciuta come il Blob. Un altro rappresentante piuttosto noto e diffuso di questa famiglia è Fuligo septica, specie nota in alcune lingue come Fior di corteccia.

## Lista dei generi
Fanno parte della famiglia i seguenti generi:
- Badhamia
- Craterium
- Fuligo
- Kelleromyxa
- Leocarpus
- Physarella
- Physarina
- Physarum
- Willkommlangea

## Galleria di immagini

Alcuni rappresentanti della famiglia delle Physaraceae
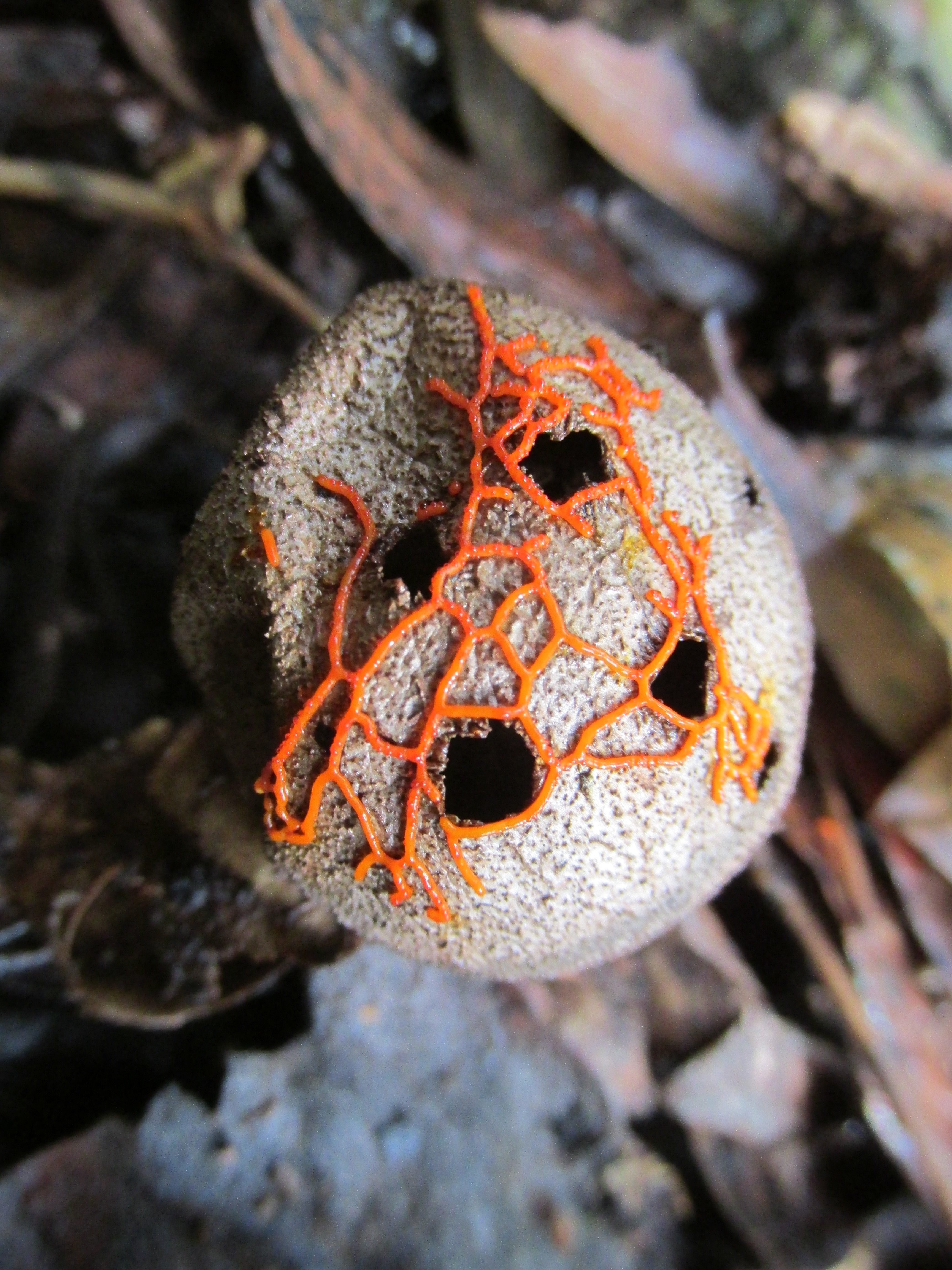
Willkommlangea reticulata
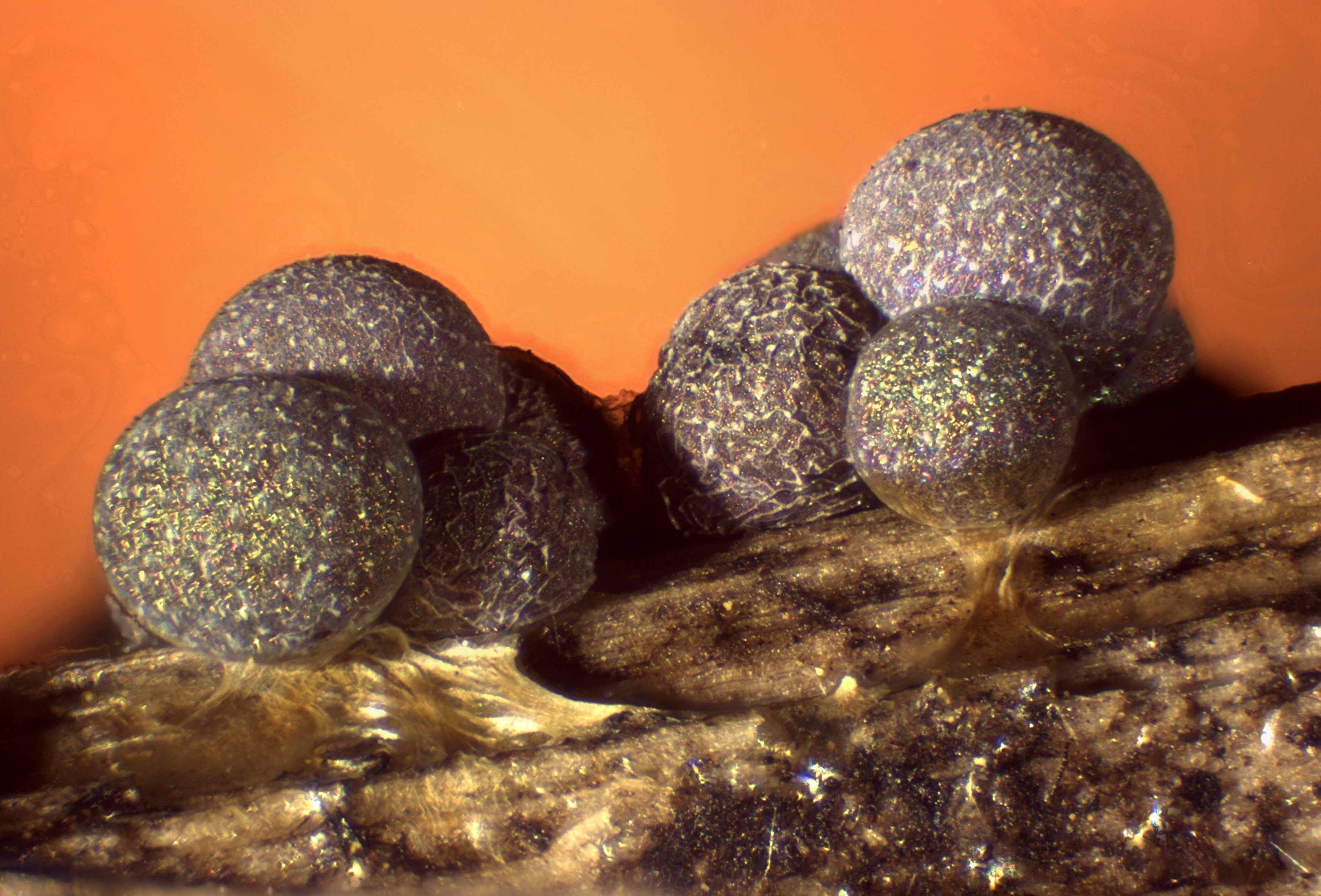
Badhamia foliicola
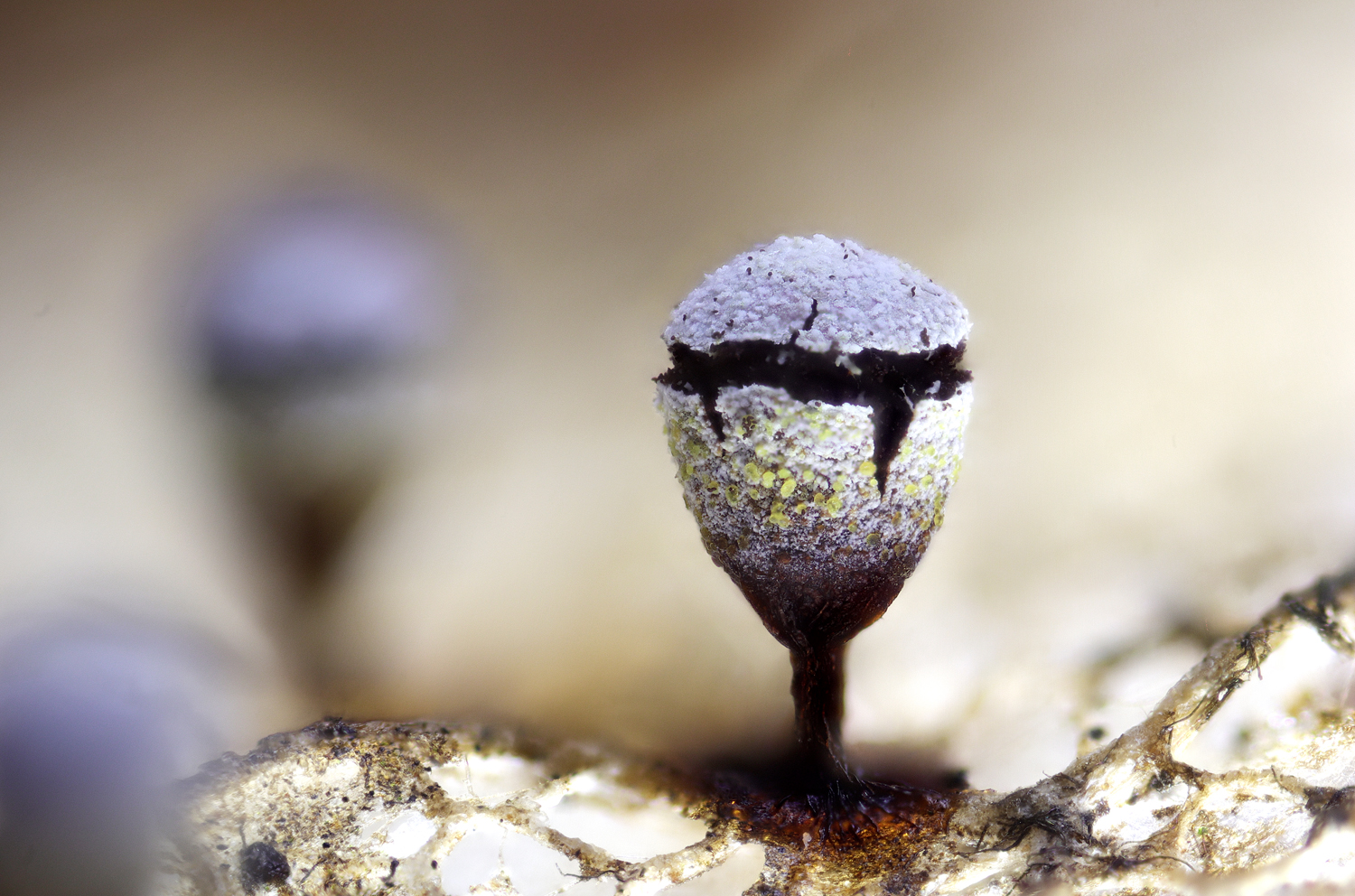
Craterium leucocephalum
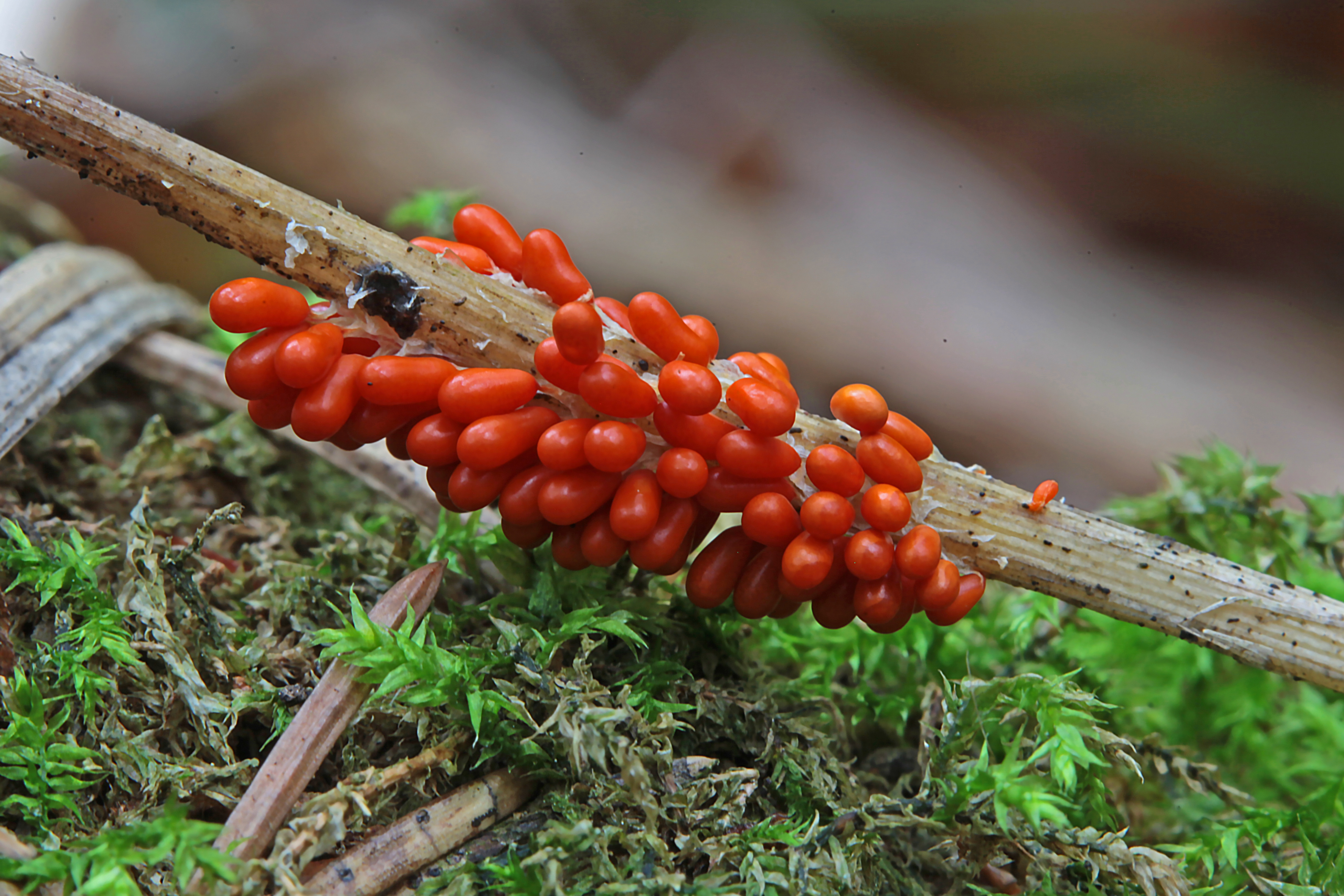
Leocarpus fragilis